# Faltschonhorn
Faltschonhorn är en bergstopp i Schweiz. Den ligger i regionen Surselva och kantonen Graubünden, i den sydöstra delen av landet. Toppen på Faltschonhorn är 3 022 meter över havet.
Den högsta punkten i närheten är Piz Aul, 3 121 meter över havet, 1,4 km nordost om Faltschonhorn.
Trakten runt Faltschonhorn består i huvudsak av kala bergstoppar.